# Władysław Szczurow
Władysław Ołeksandrowycz Szczurow, ukr. Владислав Олександрович Щуров (ur. 27 kwietnia 2001 w Ługańsku) – ukraiński siatkarz, grający na pozycji środkowego, reprezentant kraju.
Wraz z Dmytrem Paszyckim przez pewien czas prowadził w rankingu blokujących po 22. kolejce PlusLigi (2022/2023).

## Sukcesy reprezentacyjne
Liga Europejska:
- 2023